# Partido Católico Tradicionalista
El Partido Católico Tradicionalista, o partido mellista, fue un partido político español fundado en 1919 por Juan Vázquez de Mella como resultado de su enfrentamiento con Don Jaime de Borbón pretendiente y máximo dirigente del carlismo. 

## Historia
La escisión en el tradicionalismo entre partidarios y detractores de Mella se produjo tras la publicación en El Correo Español (principal medio de difusión carlista) de un mensaje antigermanófilo del pretendiente, pese a la oposición del entonces director del periódico, Miguel Fernández Peñaflor. 
Como resultado de ello, Vázquez de Mella encabezó una disidencia y fundó un tradicionalismo sin pretendiente, aunque ideológicamente indistinguible del carlismo. Las figuras más prestigiosas del carlismo se pronunciaron por Vázquez de Mella.
Ofrecieron el caudillaje de su movimiento a Alfonso de Borbón y Austria-Este, tío de Jaime, quien rechazó la oferta. Al abandonar toda pretensión dinástica, el mellismo acentuó su carácter confesional católico y de patriotismo españolista, lo que aumentaba las posibilidades de Vázquez de Mella como aglutinador de las extremas derechas. En una velada organizada en 1920 por la Acción Católica de la Mujer en el Teatro Real de Madrid, en la que Mella pronunció un discurso, calificó a la reina Victoria Eugenia, allí presente junto a su marido, como «la majestad de la belleza», y un periódico jaimista afirmó que en el mismo discurso había reconocido también como rey a Alfonso XIII.
Vázquez de Mella dio prioridad a Cataluña y el 9 de mayo de 1920 los mellistas celebraron en Badalona su Asamblea regional tradicionalista, que sirvió para organizar el partido en la región, bajo la presidencia regional de Teodoro de Mas desde Vic. En Barcelona uno de los principales dirigentes era Pedro Vives Garriga, presidente del Círculo Católico Tradicionalista de la ciudad condal. En esta asamblea intervinieron como oradores personalidades que habían destacado en el carlismo, como Andrés Ulldemolins (expresidente de la Agrupación Escolar Tradicionalista de Barcelona), José Font y Fargas (exdirector de La Tradición Leridana), José María Vilahur (exdiputado provincial por Gerona), Daniel Serres Lorán (diputado provincial por Falset-Gandesa), el doctor José Montagut Roca (que había sido consiliario de la Junta Regional Tradicionalista) y Dalmacio Iglesias, exsenador y exdiputado en Cortes.
En la ciudad de Badalona contaban con el Círculo Tradicionalista «El Loredán», financiado por el terrateniente Ignacio de Ventós Mir, cuyo local social, el antiguo teatro Cervantes (en la calle Prim 110), tenía capacidad para 2000 personas, lo que lo convertía en uno de los círculos tradicionalistas más amplios. Mella regresó a Badalona en dos ocasiones más en el año 1921.
El partido mellista colaboró en Cataluña con la Unión Monárquica Nacional y posteriormente apoyó la dictadura de Primo de Rivera, integrándose muchos de sus miembros en la Unión Patriótica. Sin embargo, el tradicionalismo mellista languideció durante la dictadura, especialmente a la muerte de Vázquez de Mella. Según José Carlos Clemente, sus seguidores se reintegraron en 1931 —los integristas lo harían hacia 1932— en el movimiento carlista, en la Comunión Tradicionalista.

### Prensa
En la prensa, se entabló una lucha por el control del órgano central de partido El Correo Español, que se saldó a favor de Don Jaime. Vázquez de Mella expuso su postura desde la tribuna acogedora de El Debate, e inició la publicación de una Hoja Tradicionalista, que apareció a mediados de marzo y se publicó sin periodicidad fija ni indicación de fecha. En la primera de las Hojas Tradicionalistas, Mella consideraba ilusorio cualquier levantamiento contra el Ejército, como el que los carlistas esperan, y propone los términos de una nueva alianza entre las fuerzas conservadoras y el ejército «en la lucha contra el antimilitarismo y el desorden social».
La Hoja desapareció al iniciarse, el 16 de septiembre de 1919, la publicación de El Pensamiento Español, órgano de la Comunión o Partido Tradicionalista, cuyos redactores habían sido expulsados en 1919 de El Correo Español.
En Badalona los mellistas fundaron un semanario titulado Monarquía Cristiana, dirigido por Ildefonso Cebriano, desde el que defendieron la creación de una plataforma de poder en torno a la Unión Monárquica Nacional. Este periódico rivalizó con El Crit d'Espanya, semanario jaimista editado en la misma ciudad.
El antiguo diario jaimista El Norte de Gerona y los semanarios El Radical de Reus, La Reconquista de Tarragona y Ausetania de Vich también se integraron en el movimiento mellista. Se mostraron asimismo afines a Mella, entre otros, Heraldo Alavés y Diario de Navarra. Además, los mellistas fundaron los periódicos España Tradicionalista (dirigido en Madrid por Ignacio González de Careaga en 1919), El Pensamiento Andaluz (dirigido en Sevilla por Manuel Sañudo en 1920), Fuencarral (dirigido en Fuencarral por Luis Alonso en 1921), Beti Bat (publicado en Tolosa, San Sebastián, Villafranca de Ordicia y Beasáin entre 1922 y 1924), El Norte (publicado en Barcelona en 1922) y Juventud Tradicionalista (publicado en Gerona en 1927).

## Ideología
La ideología del partido se basaba en la interpretación que hacía Vázquez de Mella del tradicionalismo, y en particular propugnaba:
1. Unión moral y separación económica de la Iglesia y del Estado.
2. Sustitución del régimen parlamentario por el representativo.
3. Autarquía de municipios y regiones, y defensa resuelta del orden social fundado en la armonía de clases que forman el trabajo integral.
4. Política internacional orientada hacia los tres ideales en que desemboca la historia de España: dominación del Estrecho, federación con Portugal, y confederación con los Estados Hispanoamericanos.